# Jens Burman
Jens Tony Lennart Burman, född 16 augusti 1994 i Rätans församling i Jämtlands län, är en svensk längdåkare.
Burman har studerat vid Fjällgymnasiet i Svenstavik. Han debuterade i längdskidåkningens världscup den 15 februari 2015 i Östersund. Distansen var 15 km fristil och Burman kom på plats 45. Vid junior-VM i Val di Fiemme 2014 tog han silver på 10 km klassiskt.
Vid U23-VM 2015 i 15 km fristil kom Burman på 7:e plats. Året därpå, när U23-VM avgjordes i Rumänien, blev Burman U23-världsmästare på 15 km i klassisk stil. Med sin 10:e plats på 30 km skiathlon i VM 2019 blev Burman bäste svensk. På femmilen slutade han på 10:e plats, 11:a på 15 km och 5:a i stafetten i samma VM.Vm 2021 slipade Burman till dessa siffror  med sin 11:e plats på skiathlonen, 8:e plats på 15km fristil och 4:e plats på stafetten. Femmilen slutade med en fin femteplats. Den 14 mars 2021 tog Jens Burman sin första pallplats i världscupen efter att ha blivit trea i världscupsavslutningens 50km jaktstart i Engadin, Schweiz.